# Úrsulo Galván, Coscomatepec
Úrsulo Galván är en ort i Mexiko.   Den ligger i kommunen Coscomatepec och delstaten Veracruz, i den sydöstra delen av landet, 220 km öster om huvudstaden Mexico City. Úrsulo Galván ligger 1 505 meter över havet och antalet invånare är 586.
Terrängen runt Úrsulo Galván är huvudsakligen kuperad, men söderut är den bergig. Runt Úrsulo Galván är det tätbefolkat, med 276 invånare per kvadratkilometer. Närmaste större samhälle är Heroica Coscomatepec de Bravo, 1,4 km söder om Úrsulo Galván. I omgivningarna runt Úrsulo Galván växer i huvudsak städsegrön lövskog.